# Starohrvatske crkve u srednjovjekovnom Zahumlju
Kako je starohrvatske crkve veoma teško pobliže datirati pa je zbog toga nemoguće pratiti razvoj pojedinih oblika i tipova, bilo geografski bilo kronološki, to ih povjesničari umjetnosti pri opisivanju obično razvrstavaju prema pripadnosti određenom tipu s obzirom na tloris i konstrukciju. U ovom članku bit će najprikladnije držati se povijesno-geografskog rasporeda, idući od sjeverozapada prema jugoistoku. 
Ovom prilikom obuhvatit će se samo povijesno područje Zahumlja. Razumije se da u ovom prostorno ograničenom članku zbog množine objekata neće biti moguće svaki pojedini ni spomenuti. Nešto opširnije će ipak biti prikazani oni najznačajniji, koji se takvim smatraju bilo zbog njihovih tipoloških osobina, bilo zbog povijesti važnosti pojedinog objekta.

## Povijesna pozadina
Novija historiografska istraživanja temeljena na kritičkoj analizi teksta najznačajnijih izvora za povijest prvih stoljeća života Hrvata u novoj domovini, kao što su djelo O upravljanju carstvom (De administrando imperio) cara Konstantina Porfirogeneta, te Hrvatska kronika i Ljetopis popa Dukljanina, sve očitije ukazuju na to da je hrvatski narodni prostor u novoj domovini tekao neprekinuto uz čitavu istočnu jadransku obalu sve od Istre do današnje sjeverne Albanije. Pop Dukljanin na tome prostoru poznaje u 8. stoljeću dvije hrvatske političke jedinice: zapadnu ili Bijelu Hrvatsku od Istre do Cetine, te južnu ili Crvenu Hrvatsku od Cetine do Vojuše. Konstantin Porfirogenet nabraja na tom istom području više političkih jedinica: Hrvatsku, Neretvansku kneževinu, Zahumlje, Travunju i Duklju, iako tvrdi da su Hrvati nakon pobjede nad Avarima zauzeli čitavu bivšu rimsku Dalmaciju, a to je područje Dukljaninove Crvene i Bijele Hrvatske. Postavlja se pitanje jesu li Hrvati odmah nakon dolaska organizirali jedinstvenu državu na tlu čitave rimske Dalmacije, koju su ratovanjem preoteli od Avara, do kada je to jedinstvo trajalo te kakav je politički odnos bio između navedenih političkih oblasti prema središnjoj vlasti vladara Kraljevstva Hrvata. Na ta pitanja historiografija, nažalost, nije uspjela sve do sada dati jedinstven i siguran odgovor.
Bez obzira na nesigurnost u pitanju političkih odnosa, sudeći i prema samim povijesnim izvorima u užem smislu, nema više mjesta sumnji u hrvatski etnički karakter kako Bijele tako i Crvene Hrvatske u prvih nekoliko stoljeća nakon dolaska. Jedinstven karakter spomenika kulture u ranom srednjem vijeku na čitavoj istočnoj jadranskoj obali samo još više utvrđuje tu spoznaju. Dok je još starija hrvatska politička historiografija, opterećena vjekovnom predrasudom, koja je još od Ivana Lucića (Lucius), te Račkoga do Šišića, u južnoj granici Neretvanske kneževine gledala ujedno i južnu hrvatsku, etničku i političku granicu, povijesno-umjetnička historiografija, domaća i strana, davno je uočila pojavu jedinstvene, starohrvatske umjetnosti uzduž čitave istočne jadranske obale. Karakteristične spomenike te umjetnosti, presvođene crkvice slobodnih oblika i pleterne klesarije njihova kamenog namještaja nalazimo sve do 11. stoljeća ne samo na tlu zapadne Hrvatske nego i dalje na jug sve do u Duklju. Jedinstveno obilježje starohrvatske umjetnosti na čitavu hrvatskom etničkom području bez obzira na eventualnu političku rascjepkanost tako je očito da su je svi povjesničari umjetnosti, kako hrvatski tako i srpski, redovito zajedno obrađivali obuhvaćajući ujedno čitav istočnojadranski prostor.
Oni koji iz ovih ili onih razloga izbjegavaju ili ne prihvaćaju termin starohrvatska umjetnost te se radije služe terminom predromanika, već i u samim naslovima svojih knjiga ili poglavlja u njima, pod različitim teritorijalnim oznakama, najčešće pod nazivom Primorje ili Dalmacija, izražavaju njihovu teritorijalnu cjelovitost i njihove zajedničke značajke. Dok je starohrvatska crkvena arhitektura u zapadnoj Hrvatskoj, posebno u sjevernoj Dalmaciji već od prošlog stoljeća predmet živog interesa i proučavanja od strane arheologa i povjesničara umjetnosti (Radić, Jelić, Iveković, Marun, Bulić, Karaman) znatno se manja pažnja posvećivala takvu istraživanju na tlu južne Dalmacije i drugih krajeva koji ulaze u teritorijalni opseg južne, nekadašnje Crvene Hrvatske, bolje poznate pod mlađim povijesnikm nazivom Duklja. U tom pravcu mnogo se učinilo u godinama nakon Drugog svjetskog rata što zalaganjem Srpske akademije nauka, što marom znanstvenika iz odgovarajućih ustanova triju socijalističkih republika, Crne Gore, Bosne i Hercegovine te Hrvatske, koje se danas dijelom protežu tim povijesnim područjem. Tako su ne samo temeljitije obrađeni, proučeni i konzervirani neki od ranije poznatih nalaza i objekata, nego je arheološki identificiran i otkriven čitav niz do nedavna javnosti sasvim nepoznatih objekata crkvenog graditeljstva i otkriveno mnogo komada ili fragmenata starohrvatske pleterne plastike.

## Starohrvatska arhitektura

### Osobine
Starohrvatske crkve sve do 11. stoljeća većinom su veoma malene jednostavne u svojoj zidarskoj tehnici i često nepravilnih linija. Nisu građene u obliku pačetvorinaste bazilike na tri broda, koju je crkva širila na zapadu Europe, već su jednobrodne ili raznovrsnih tlorisnih oblika na trolist, četverolist, šesterolist, križ. One su redovito pokrivene svodovima i kupolicama u vrijeme kad je monumentalno crkveno graditeljstvo na Zapadu upotrebljavalo isključivo drveni strop. Apside tih starohrvatskih crkvica bile su polukružne ili četvrtaste, no veoma često izvana četvrtaste, a iznutra polukružne, što se smatra jednom od karakterističnih osobitost: starohrvatskog graditeljstva, jer su stari hrvatski majstori veoma rado uklapali oble linije tlorisa u pravokutnike. Vanjski ukrasi starohrvatskih crkvica bili su nizovi lezena i slijepih lukova, dok je unutrašnjost resio brojni i kićeni kameni namještaj: žrtvenici i baldakini nad njima (ciboriji), oltarne pregrade koje su dijelile prostor za puk od svetišta za svećenike, zatim škropionice i propovjedaonice. Ravne i glatke površine tog kamenog ili mramornog namještaja kao i okvire vrata i prozora ukrašavali su starohrvatski majstori poput saga plitkim i plosnatim rezbarijama.

### Podjela
U brojnim, iako uvijek ponovljenim kombinacijama susreću se u njima starokršćanske lozice i križeve, stilizirane palmete i zvijezde, lukove i kuke, pokadšto ptice i zvijeri, poznate nam sa starokršćanskih skulptura, a ovdje razriješene u paralelne crtice; pa nadasve pletere u različnim oblicima od prostog uzla i pletenice do čitavih mreža, isprepletenih trostrukim prutićima. Iako starohrvatsko crkveno graditeljstvo ima zajedničke bitne osobine, bilo je ipak i razlika u njima, ne samo po raznolikosti njihovih tlocrta, nego isto tako i po konstrukciji. Zbog šarolikosti tlocrta starohrvatskih crkava, Igor Karaman ih je nazvao crkvicama slobodnih oblika. Ipak sve to šarenilo dade se sistematizirati u dvije osnovne grupe: centralne osnove (križ, trolist, šesterolist, osmerolist) i longitudinalne osnove s kupolicom ili bez nje.
Dok je Karaman sistematizirao starohivatske crkve samo s obzirom na njihovu veličinu u dvije skupine: male presvođene crkvice slobodnih oblika i monumentalne crkve u običajnom zapadnoeuropskom stilu trobrodne bazilike, u novije se doba pokušalo odrediti i regionalne tipove. Tako je Tomislav Marasović centralni šesterolisni tip obilježio kao regionalni tip sjeverne i srednje Dalmacije, dok longitudinalne crkvice s kupolama smatra južnodalmatinskim regionalnim tipom, pri čemu kao krajnje točke zastupljenosti ovog posljednjeg tipa uzima Omiš i Kotor. Ipak treba upozoriti da se takva podjela ne može uzeti u apsolutnom smislu, jer se velik broj longitudinalnih, jednobrodnih starohrvatskih crkvica nalazi zapadno od granične točke, od Omiša (npr. prvobitni oblik sv. Marte u Bijaćima, crkva u Rižinicama u Solinu i dr.), kao što se i crkvice centralne osnove nalaze jugoistočno od te granice (crkvica u Ošljem blizu Stona s osmerolisnom osnovom i dr.).

### Podrijetlo
S obzirom na graditeljske osobine starohrvatskih crkava iznosila su se u literaturi najrazličitija mišljenja, te su se dovodile u vezu s utjecajima Bizanta, pa čak i Istoka, povezivale se s tradicijom drvene arhitekture zakarpatske domovine ili s domaćom tradicijom zatečene kasnoantičke umjetnosti. Neki drže da u svemu tome ima pomalo istine i da je predromanička umjetnost (starohrvatska umjetnost) "u stvari sinteza raznih, često sasvim oprečnih komponenata, koje su naši primorski majstori složili u jedinstvenu celinu". Nasuprot ovakvim shvaćanjima Ljubo Karaman je ustrajno zastupao mišljenje o izvornosti starohrvatskog graditeljstva. Po njegovu mišljenju starohrvatske crkvice su djelo domaćih majstora, koji na periferiji Istoka i Zapada, prepušteni sami sebi rade i grade kako najbolje znaju i umiju. Bez obzira na pitanje eventualnih utjecaja izvana, osobito od strane zatečenih starokršćanskih kasnoantičkih crkvenih građevina, koji su nesumnjivi, Karaman s pravom naglašava da su crkvice iz ranog srednjeg vijeka u hrvatskoj Dalmaciji svakako starohrvatske. Hrvatske su one po tome što su ih podignuli hrvatski župani, knezovi, kraljevi, biskupi i moćnici i što su njima služile; to svjedoče natpisi što su se našli u tim crkvicama, ili sačuvani dokumenti o njima. Hrvatske su te crkvice i po tome, što su ih bez sumnje gradili domaći majstori, a ne graditelji izvana. To opet svjedoči bitna razlika u tehnici, u tlorisima i u konstrukciji tih crkvica prema suvremenoj arhitekturi drugih zemalja.
Jednako su se tako i o podrijetlu pleterne plastike, kojom je ukrašavan kameni namještaj starohrvatskih crkava u literaturi iznosila najrazličitija mišljenja. Po nekima su te skulpture bile djela grčkih majstora, koji su iz Bizanta došli u Italiju i u naše krajeve. Drugi su ih opet nazivali langobardskim, držeći da su to proizvodi ukusa i rada doseljenih barbarskih plemena, posebno Langobarda. Obje su te hipoteze opovrgnute, jer "ipak su starohrvatske skulpture u Dalmaciji i njima posve srodne skulpture u Italiji karolinškog doba drugačije od suvremenih proizvoda u Bizantu, a pogotovo nemaju ni sličnosti ni veze s langobardskom ornamentikom". Napušteno je mišljenje da je to izvorna nacionalna umjetnost starih Hrvata pa danas prevladava shvaćanje da je pleterna plastika, koja se susreće u ranom srednjem vijeku u Italiji i nekim susjednim joj zemljama kao i u hrvatskim krajevima tijekom 8. stoljeća malo-pomalo sazrela u svoje karakteristične oblike kao regionalna varijanta prilika i preduvjeta plastične umjetnosti zajedničkih čitavoj Europi onog vremena.

### Pripadnost
Polazište za razvoj te ranosrednjovjekovne umjetničke grane bila je kasna antička i kršćanska dekoracija. Ako je tome tako i ako se predromanička pleterna plastika općenito "treba promatrati kao krajnji rezultat konstantnog procesa shematizacije i linearizacije kasnoantičkih dekorativnih motiva, koji se odvijaju na područjima gdje traje kontinuirana umjetnička djelatnost, a takovo područje je bila i cijela jadranska obala", onda se bez sumnje može s punim pravom pretpostaviti da je i starohrvatska pleterna plastika izrasla iz kasnoantičkih motiva u vlastitoj sredini i razvijala se usporedo sa sličnim procesom koji se odvijao u susjednoj Italiji. Samo uvjerenje da se proces kristijanizacije Hrvata počeo odvijati tek krajem 8. stoljeća, bilo je razlogom što je Ljubo Karaman držao da je iz Italije, zajedno s kršćanstvom prenesena i ta nova pleterna dekoracija u Hrvatsku. Ako se odbaci pretpostavka o tako kasnom pokrštenju Hrvata, a na to sve više upućuju novija historiografska i arheološka istraživanja, nameće se sam od sebe zaključak da se i na tlu stare rimske Dalmacije, odnosno nove države Hrvata, na istoj kultunoj tradiciji i pod sličnim povijesnim okolnostima razvijao usporedo i sličan proces na području plastične dekoracije.
Sasvim mali broj starohrvatskih crkava može se pobliže datirati, pa se one u pomanjkanju sigurnijih kriterija obično široko datiraju u razdoblje od 9. do 11. stoljeća. Kao donja vremenska granica uzima se početak 9. stoljeća ponajviše iz uvjerenja dijela historiografije da je tek tada izvršeno pokrštavanje Hrvata i drugih južnih Slavena. Novija istraživanja u vezi s pokrštenjem Hrvata kao i novija arheološka otkrića upućuju međutim na to da se pokrštenje ili možda samo pokatoličenje Hrvata moralo zbiti odmah nakon njihova dolaska u Dalmaciju. Prema tome i donju vremensku granicu u kronologiji starohrvatske crkvene arhitekture treba pomaknuti sve do druge polovice 7. stoljeća. S tim su u skladu i noviji pogledi na podrijetlo starohrvatske pleterne plastike, kojom je bio ukrašen kameni namještaj starohrvatskih crkvica. Sve ovo daje puno pravo da predromaničku arhitekturu i skulpturu na hrvatskom etničkom i nacionalnom području, koja je i do sada bila poznata u domaćoj i stranoj literaturi pod specifičnim nazivom starohrvatska, iako se uklapa u opće tijekove zapadnoeuropske predromanike, smatramo uistinu starohrvatskom ne samo u kronološkom nego i u nacionalnom smislu. Ona je starohrvatska ne samo po vremenu u kojem je nastala nego i po zemlji u kojoj se razvila te po narodu u kojem se njegovala.

## Starohrvatske crkve u Zahumlju
Srednjovjekovno Zahumlje, Hum (Chelmania), obuhvaćalo je teritorij od Neretve do Dubrovnika s poluotokom Pelješcem. Političko središte ove oblasti bilo je ranije u gradu Blagaju (Hum), a kasnije u gradu Stonu. Ston je bio ujedno i sjedište katoličke biskupije. Od povijesnih ličnosti te oblasti najpoznatiji je knez Mihajlo Vuševučić (u historiografiji poznat pod iskrivljenim imenom Višević), koji je zajedno sa stonskim biskupom bio na crkvenom saboru u Splitu 925. godine.

### Crkva sv. Mihajla kod Stona
Od starohrvatskih crkvica na području Zahumlja široj javnosti najpoznatija crkvica sv. Mihajla, koja se uzdiže na brežuljku Gorica, gdje se nalazio srednjovjekovni grad Ston. Veoma je malih razmjera (dužine cca 4,5 m, a širine cca 2,5 m), ali elegantnih proporcija. Datira iz 8. ili 9. stoljeća. To je longitudinalna jednobrodna građevina s apsidom polukružnom iznutra a četvrtastom izvana, kao što je i niz apsida starohrvatskih crkvica duž jadranske obale. Po dva pilastra sa svake strane dijele lađu u tri prostora, koji se sa strane završavaju polukružnim nišama. Svaki od tri prostora prekriven je svodom, srednji dio bačvastim, a prednji kao i onaj uz svetište krstastim. S vanjske strane južni i sjeverni zid razvedeni su nizom lezena sa slijepim arkadama među njima. U srednjem prostoru lađe s obje strane nalazi se po jedan širok i visok, gore zaobljen prostor s pragovima bogato dekoriranim pleternom plastikom. Isto takav prozor nalazi se i po sredini apside.
Sudeći prema modelu crkvice što ga drži lik okrunjena vladara, po općem uvjerenju donatora građevine, ona je imala nad srednjim travejem i kupolicu, te zvonik u pročelju. No pitanje je predstavlja li model na fresci ovu crkvicu, jer na modelu je apsida polukružna, a u stvarnosti je ona izvana četvrtasta, pa je time i pretpostavka o originalnom izgledu crkvice dovedena u pitanje. Pleter sačuvan na prozorima i nađen oko crkvice ubraja se među hrvatske najljepše pleterne reljefe, koji "vrsnoćom svoga rezanja i punoćom čvrsto organizirane i ispunjene kompozicije... nadilaze one u srednjoj i sjevernoj Dalmaciji, a sliče onima u dubrovačkom kraju". Smatra se da su freske na zidovima sv. Mihajla ranoromaničke i da su djelo domaćeg majstora koji je bio pod utjecajem talijanskog ranoromaničkog slikarstva, te da su s obzirom na stil i prikaz jednog dukljanskog vladara kao donatora nastale u drugoj polovici 11. ili možda početkom 12. stoljeća. Treba posebno upozoriti na napadnu sličnost krune s uhobranima na glavi kraljevog lika na ovoj fresci s onom na bareljefu hrvatskog vladara u splitskoj krstionici. Na ktitorskom natpisu crkve u Stonu dukljanski kralj Mihajlo 1080. godine sebe titulira:

### Crkva sv. Martina kod Stona
U okolici Stona, u Stonskom polju bio je više preromaničkih, starohrvatskih crkvica. Jedna od njih je i crkvica sv. Martina na pristranku brijega Humca iznad močvarne nizine Lužine.46 To je bila jednobrodna presvođena crkvica (vel. 4,08 x 2,22 m) s apsidom kojaje iznutra polukružna a izvana četvrtasta kao i kod sv. Mihajla. Nema potvrde daje bila opremljena kamenim namještajem s pleternom plastikom. Po arhitektonskom sklopu sačuvanih ruševina može se datirati od 10. do početka 12. stoljeća.

### Crkva neznana titulara u Ošljem
U unutrašnjosti starog Zahumlja po svojem obliku i konstrukciji posebno je zanimljiva crkvica u Ošlju, nepoznata titulara. Tlocrt crkvice kružne je osnove oko koje se niže osam izvana i iznutra polukružnih apsida, jedino je zapadna apsida, koja je ulazna, zbog te funkcije izvana četvrtasta. Zidne plohe su joj raščlanjene s vanjske strane nizom niša i lezena. Po sredini svake apside nalazi se po jedan prozor, koji se širi prema unutrašnjosti, što je rijetka pojava u starohrvatskom graditeljstvu. Na ulaznu zapadnu apsidu naslanja se narteks (predvorje) pravokutna oblika i veličine 6,25 x 3,60 m, dok dužina promjera osmerolista s unutarnje strane iznosi 10 m. Vanjski uglati oblik zapadne, ulazne apside smatra se najzanimljivijom arhitektonskom osobitosti u tipologiji višeapsidnih kružnih građevina.
Svodovi apsida nisu se očuvali, jer su zidovi porušeni baš na onoj visini gdje bi se mogao očekivati početak presvođenja. Ipak se smatra sigurnim da su apside imale polukupolasti svod, dok je otvoreno pitanje je li središnji kružni prostor bio posvođen kupolom ili pak pokriven drvenom konstrukcijom. Od crkvenog namještaja nije se ništa očuvalo, što veoma otežava njezino datiranje, pa se stoga i vrijeme podizanja ove crkve uzima veoma široko, od 8. do 11. stoljeća.

### Crkva sv. Petra u Zavali
U selu Zavali na zapadnom rubu Popova polja, a unutar srednjovjekovne nekropole Crkvina, vršena su u ljeto 1957. sustavna arheološka iskapanja. Tada su istražene i ruševine srednjovjekovne crkve, koja je prema narodnoj predaji bila posvećena sv. Petru. Crkva je jednobrodna građevina s narteksom i apsidom, koja je četvrtasta izvana i iznutra. To je građevina srednje veličine, jer dimenzije njezine lađe iznose 8,60 x 4,80 m, a apside 3,15 x 2,77 m. U crkvi i izvan nje te kod okolnih seljaka nađeno je više fragmenata kamenog crkvenog namještaja, najvećim dijelom kamenih ploča oltarne pregrade.
Ukrašeni su karakterističnom starohrvatskom troprutastom pleternom ornamentikom. Na nekima je čist geometrijski ornament, a na nekima su različite kompozicije stiliziranih ptica. Tako su na jednoj od tih ploča prikazane dvije okrunjene ptice, a među njima posudica-kalež. Ova plastična ornamentika donekle je rustična, ali se drži da ipak ne zaostaje za sličnim radovima u drugim hrvatskim krajevima. Na osnovu stilskih osobina pleternog ornamenta ploča iz Zavale, drži se da su ploče, a po tome i crkva s kojom čine stilsku a vjerojatno i vremensku cjelinu, rađene u doba razvijene pleterne skulpture, tj. u vrijeme od 9. do prve polovice 11. stoljeća.

### Crkva neznana titulara, Panik
Nešto jugoistočnije, u širem kompleksu antičkog lokaliteta u Paniku, a uz desnu obalu Trebišnjice nalazi se drugi lokalitet zvan također Crkvina s ostacima antičke i srednjovjekovne arhitekture i manjom nekropolom stećaka. Tu je otkopana ranosrednjovjekovna crkva nepoznata titulara, poznata u literaturi kao crkva u Paniku. Datira od 9. do 12. stoljeća. To je jednobrodna građevina s narteksom i apsidom koja je četvrtasta izvana i iznutra. S vanjske strane pobočnih zidova niže se po pet pilastara. Jesu li medu pilastrima bile polukružne niše kao i tolikim drugim starohrvatskim crkvicama, ne može se znati, jer su zidovi očuvani tek u visini dva do tri reda kamena, a sasvim su naslonjeni na ostatke zidova stanje, starokršćanske građevine. Dimenzije crkvice 7,5 x 4 m. Pretpostavlja se da je i ta crkva bila presvođena. U crkvici nisu nađeni nikakvi fragmenti kamenog namještaja, ali je bila oslikana freskama.
Nađeno je nekoliko tisuća fragmenata fresko-maltera u šutu, koji je iskopan iz grobnice memorijalne građevine na čijim temeljima crkvica počiva, a pripadali su ovoj crkvici. Pretpostavlja se da je fresko-malter s likovima svetaca poslije rušenja crkvice namjerno pohranjen u praznu, ranije otvorenu i opljačkanu grobnicu, da bi se zaštitio od daljeg oskvinjivanja. Iz očuvanih fragmenata uspjelo je izvršiti djelomičnu rekonstrukciju nekih likova i odjeće, a identificirano je i nekoliko grčkih ili ćirilićkih slova kojima su bile pisane signature na slikama. Freske u Paniku odaju sličnost s onima u crkvi sv. Tome u Kutima u Boki kotorskoj, koja se datira u početak 12. stoljeća kao i s nekima u južnoj Italiji, također iz 12. stoljeća, a koje stilski pripadaju krugu južnoitalske varijante bizantskog slikarstva epohe Komnena, pa se po tome freske datiraju u sredinu 12. stoljeća.

## Poveznice
- Crkva sv. Mihajla kod Stona, Crkva u Paniku
- Ston, Ošlje, Popovo polje, Zahumlje
- Starohrvatska umjetnost, Predromanika